# Calyptranthes zuzygium
Calyptranthes zuzygium är en myrtenväxtart som först beskrevs av Carl von Linné, och fick sitt nu gällande namn av Olof Swartz. Calyptranthes zuzygium ingår i släktet Calyptranthes och familjen myrtenväxter. Inga underarter finns listade i Catalogue of Life.